# Зіко Закі
Закарія Шериф Закі (араб.: زكريا شريف زكي; нар. 18 січня 1990), більш відомий як Зіко Закі (араб.: زيكو زكي), — єгипетсько-американський актор, найбільш відомий за роллю спеціального агента Омара Адома Зідана у серіалі Діка Вульфа ФБР.

## Раннє життя та освіта
Зіко Закі народився в Александрії, Єгипет, і разом із батьками Емон і Шерифом Закі емігрував до США у віці одного місяця. Бабуся і дідусь з боку матері Закі емігрували до США раніше за нього та його батьків. Розширена родина залишилася в Єгипті. У дитинстві Закі проводив літо в рідному місті, його тітка має віллу в районі Агамі, де збиралися він та його родичі. Він виріс у Вест-Честері, Пенсільванія. Його мати керує салоном у Вілмінгтоні, Делавер, а батько є стилістом. У Зіко є двоє молодших рідних брата і сестра: брат Зеяд і сестра Зейна.

## Кар'єра
Зіко Закі відкрив для себе пристрасть до акторства під час виступу в мюзиклі Seussical на першому році навчання в Unionville High School. Він також брав участь у громадському театрі Unionville Players. Закі недовго навчався в Темпльському університеті в Філадельфії.
У 2010 році Закі переїхав до Північної Кароліни, де працював у театрі перед тим, як пройти прослуховування на телевізійні ролі. Він з'являвся в епізодичних ролях у різних фільмах і телесеріалах, а згодом отримав повторювані ролі в серіалах Six і 24: Legacy, де грав антагоністів, та в Valor, де зіграв кулеметника підрозділу спеціальних операцій армії США. Закі отримав свою першу головну роль — спеціального агента Зідана — у процедурному шоу Діка Вульфа ФБР. Спочатку роль була написана для латиноамериканського актора, але Вульф, вражений прослуховуванням Закі, змінив етнічне походження персонажа відповідно до походження актора.
Закі заявляв, що хоче довести світу, що мусульмани та араби не є терористами.

## Особисте життя
Зіко Закі є мусульманином. До шести років він розмовляв удома єгипетською арабською.

## Фільмографія

### Кіно
| Рік  | Назва                             | Роль                       | Примітки               |
| ---- | --------------------------------- | -------------------------- | ---------------------- |
| 2012 | Сесія терапії                     | Майкл                      | Короткометражний фільм |
| 2012 | Застряг у коханні                 | Гас                        |                        |
| 2013 | Серце країни                      | В'язень                    |                        |
| 2013 | МакДаффі: Міський орел            | Шоколадний крендель        | Короткометражний фільм |
| 2014 | Вівторок                          | Друг Ендрю                 | Короткометражний фільм |
| 2015 | Макс                              | Афганський поліцейський    |                        |
| 2015 | Елвін і бурундуки: Бурундомандри  | Папараці № 2               |                        |
| 2016 | Аллегіант                         | Лідер загону безфракційних |                        |
| 2018 | План втечі 2                      | Солдат MDLF                |                        |
| 2022 | Ніч у музеї: Камунра повертається | Ра, бог Сонця (голос)      |                        |

### Серіали
| Рік          | Назва                         | Роль                                  | Примітки                                               |
| ------------ | ----------------------------- | ------------------------------------- | ------------------------------------------------------ |
| 2012         | Батьківщина                   | Сержант                               | Епізод: «Стан незалежності»                            |
| 2012         | Революція                     | Солдат міліції                        | Некредитована роль; епізод: «Нічия провина, крім моєї» |
| 2013         | Під куполом                   | Клієнт № 2                            | Епізод: «Пожежа»                                       |
| 2014         | Гра                           | Кемерон                               | Епізод: «Шардоне йде цілуватися»                       |
| 2015         | Задоволення                   | Рассел                                | 2 епізоди                                              |
| 2016         | Інспектори                    | Даріо Реста                           | Епізод: «Повернення Ронні»                             |
| 2017         | Six                           | Акмаль Бараєв                         | 8 епізодів                                             |
| 2017         | 24: Legacy                    | Хамід                                 | 7 епізодів                                             |
| 2017         | Морська поліція: Лос-Анджелес | Аймон Шах                             | 2 епізоди                                              |
| 2017         | Нічна зміна                   | Дюк                                   | 2 епізоди                                              |
| 2017         | Денні діви                    | Водій таксі                           | Епізод: «Правда — це складно»                          |
| 2017–2018    | Valor                         | Сержант Метт Дарзі                    | 5 епізодів                                             |
| 2018–дотепер | ФБР                           | ФБР Спеціальний агент Омар Адом Зідан | Головна роль                                           |
| 2020–2023    | ФБР: Найбільш розшукувані     | ФБР Спеціальний агент Омар Адом Зідан | 3 епізоди                                              |
| 2021         | ФБР: За кордоном              | ФБР Спеціальний агент Омар Адом Зідан | Епізод: «Пілот»                                        |